# Joaquim Cruz
Joaquim Carvalho Cruz (Taguatinga, Distrito Federal, 12 de marzo de 1963) fue un atleta brasileño especialista en carreras de media distancia. Se proclamó campeón olímpico de los 800 metros en los Juegos de Los Ángeles 1984 y cuatro años después fue subcampeón en los de Seúl 1988.

## Inicios
Joaquim Cruz nació en Taguatinga, Distrito Federal. En su juventud trabajó como vendedor ambulante, ayudando a su padre que vendía naranjas.
Empezó a hacer atletismo a los 13 años, y destacó muy pronto como mediofondista. A los 15 años su mejor marca en los 800 m ya era de 1:51
En 1981 batió el récord mundial junior con 1:44,3 en Río de Janeiro, durante el Trofeo Brasil de Atletismo.
En 1983 recibió una beca para ir a estudiar y hacer atletismo en la Universidad de Oregón, en Estados Unidos. Ya en el primer año de su estancia allí se proclamó campeón Universitario de la NCAA en los 800 m. Ese mismo año participó en los Campeonatos del Mundo al aire libre de Helsinki, donde ganó la medalla de bronce, por detrás del alemán occidental Willi Wülbeck y del holandés Rob Druppers.

## Los Ángeles 1984
En los Juegos Olímpicos de Los Ángeles 1984, Joaquim Cruz estaba considerado como uno de los candidatos a medalla, pero el gran favorito era el británico plusmaquista mundial Sebastian Coe.
En la final Cruz empleó una táctica agresiva desde el principio, tomando muy pronto la cabeza de la prueba, posición que ya no abandonaría hasta la meta. Su tiempo de 1:43,00 era un nuevo récord olímpico. La 2ª plaza fue para Sebastian Coe (1:43,64) y la 3ª para el estadounidense Earl Jones (1:43,83)
Joaquim Cruz ganaba así la primera medalla de oro olímpica del atletismo brasileño desde los tiempos de Adhemar Ferreira da Silva, campeón de triple salto en 1952 y 1956.
Aunque participó también en las eliminatorias de los 1.500 clasificándose para semifinales, no tomó la salida en estas. Probablemente consideraba que en esta prueba no tenía opciones de hacer algo destacable.
Más tarde ese mismo año Cruz hizo en la ciudad alemana de Colonia la mejor marca de su vida en los 800 m con 1:41,77, la 2º mejor marca mundial de la historia y a solo 4 centésimas del récord mundial de Sebastian Coe. Actualmente (octubre de 2014) sigue siendo 5º en el ranking de todos los tiempos.
En 1985 siguió con un buen estado de forma corriendo varias veces por debajo de 1:43 en Europa, y haciendo en Coblenza la mejor marca mundial de año con 1:42,49
Sin embargo en los dos años siguientes las lesiones estuvieron a punto de hacerle abandonar el atletismo. Cuando llegó 1988 muchos le consideraban casi acabado y sin posibilidades reales de defender su título olímpico. 

## Seúl 1988
Sin embargo en los Juegos Olímpicos de Seúl 1988 volvió a rendir a gran nivel, y solo cedió frente al keniano Paul Ereng, ganador de la prueba con 1:43,45. Cruz obtuvo la medalla de plata con 1:43,90 y tercero fue el marroquí Saïd Aouita, a priori el gran favorito, con 1:44,06
Tras los Juegos se vio afectado por las lesiones en el tendón de Aquiles y ya no volvería a rendir nunca a su mejor nivel. En 1993 corrió varias veces en Europa aunque sin hacer logros destacados. 
En 1995 ganó en los 1500 m de los Juegos Panamericanos en Mar del Plata, su última victoria destacable. A los 33 años logró clasificar a los juegos olímpicos de Atlanta 1996 en los 1500 metros, pero no clasificó a la final de la prueba. Oficialmente se retiró del atletismo el 6 de julio de 1997 en Río de Janeiro, durante el Trofeo Brasil de Atletismo

## Resultados
- Copa del Mundo de Roma 1981 - 6º en 800 m (1:47,77)
- Mundiales de Helsinki 1983 - 3º en 800 m (1:44,27)
- Juegos Olímpicos de Los Ángeles 1984 - 1º en 800 m (1:43,00)
- Juegos Panamericanos de Indianapolis 1987 - 1º en 1500 m (3:47,34)
- Juegos Olímpicos de Seúl 1988 - 2º en 800 m (1:43,90)
- Juegos Panamericanos de Mar del Plata 1995 - 1º en 1500 m (3:40,26)

## Mejores marcas
- 800 metros - 1:41,77 (Colonia, 26 de agosto de 1984)
- 1.500 metros - 3:34,63 (Hengelo, 14 de agosto de 1988)
- Milla - 3:53,00 (Los Ángeles, 13 de mayo de 1984)

| Predecesor: Aurélio Miguel Barcelona 1992 | Abanderado de Brasil en los JJ. OO. de verano Atlanta 1996 | Sucesor: Sandra Pires Sídney 2000 |